# Јарослав Тучек
Јарослав Тучек (деловао је под псеудонимом Шоурек, 24. август 1882. — ?) је био чешки мачевалац, који је два пута учествовао на Летњим олимпијским играма у Лондону 1908. као репрезентативац Бохемије, а у Антверпену 1920., Чехословачке. Такмичио се у дисциплинама мач и сабља.
Заједно са Бедрихом Шејбалом, Отакаром Ладом, Властимилом Сазавским и Vilém Goppold von Lobsdorf освојио је бронзану медаљу на Олимпијским играма у Лондону 1908. у дисциплини сабља екипно.
На истим играма такмичио се и у појединачној конкуренцији где је у дисциплини сабља, испао у првом, а у дисциплини мач у другом кругу.
Дванаест година касније као представник Чехоловачке учествује на Играма у Антверпену у дисциплини сабља појединачно, без запаженијег успеха.
Тучек је био један од оснивача најстаријег чешког мачевалачког клума ЧШК Ригел из 1902., у којем је од 1910. до 1921. био председник. Као финансијски директор Градског већа приликом наступа у спортским такмичењима учествовао је под псеудонимом Јарослав Шоурек.